# Doug Bentley
Douglas Wagner „Doug“ Bentley (* 13. September 1916 in Delisle, Saskatchewan; † 14. November 1973 in Saskatoon, Saskatchewan) war ein kanadischer Eishockeyspieler, der von 1939 bis 1954 für die Chicago Black Hawks und New York Rangers in der National Hockey League spielte.

## Karriere
Nach seiner Zeit als Junior bei den Moose Jaw Millers kam er zu den Chicago Blackhawks in die NHL und bildete dort mit seinem Bruder Max und Bill Mosienko die „Pony Line“. Auf Grund seiner Schnelligkeit und der Torgefahr, die von ihm ausging, war er der Spieler im Team, der die meiste Eiszeit bekam. Einige Jahre später kam mit Reggie Bentley der dritte Bruder zu den Hawks. Die drei waren die ersten Brüder, die gemeinsam für elf Spiele eine komplette Sturmreihe bildeten. Man fand ihn meist im vorderen Feld der Scorerliste. 
In Chicago wurde er 1950 zum besten Hawks-Spieler der ersten Jahrhundert-Hälfte gewählt. Zum Karriereende spielte er noch einmal mit Bruder Max bei den New York Rangers.
1964 wurde er mit der Aufnahme in die Hockey Hall of Fame geehrt.

## Sportliche Erfolge

### Persönliche Auszeichnungen
- First All-Star Team: 1943, 1944 und 1947
- Second All-Star Team: 1949
- Art Ross Trophy: 1943